# Abrostola triplasia
Espèce
Synonymes
- Abrostola trigemina

Abrostola triplasia, les Lunettes, la Noctuelle à lunettes, la Noctuelle de l'ortie ou Plusie à lunettes, est un lépidoptère de la famille des Noctuidae, de la sous-famille des Plusiinae.
Son habitat concerne toute la zone paléarctique (Europe (tous pays), Afrique du Nord, Russie, Sibérie, Japon). Les régions subarctiques avec une température moyenne inférieure à 6 °C sont une exception. Dans les régions méditerranéennes les plus chaudes et les plus sèches, le Middle Est, les montagnes de l'ouest et du centre de l'Asie, l'espèce est rencontrée de manière aléatoire ou est totalement absente.

## Dénomination
Nom anglais : Dark Spectacle.

## Description
Le papillon doit ses noms vernaculaires à un motif ressemblant à des lunettes sur le haut du thorax, vu de face.
En voici la description (traduction de l'anglais), faite par Richard South en 1907 :
« Les ailes de devant de ce papillon de nuit sont d'un gris noir allant vers le pourpre et plutôt brillantes. Les zones de la base sont d'un  brun rougeâtre pâle, bordées par une ligne brune chocolat, foncée. Une bande grise rougeâtre sur la partie externe avec un nuage couleur terre est bordée par une ligne courbe brune. Un réseau de barres se trouve sur la zone centrale et sur les lignes transversales. On trouve un semblant de lunettes ovales et brun rougeâtre sur le devant du thorax, d'où le nom vernaculaire »,.

### Chenille
Verte, brunâtre ou brun pourpré, elle se nourrit d'orties (Urtica) et, dans une moindre mesure, de houblon (Humulus lupulus). Elle possède cinq paires de fausses pattes fonctionnelles. La tête est verte ou brune.

## Espèces proches
- Abrostola tripartita, Abrostola asclepiadis, Abrostola agnorista : voir comparaison sur lepinet.fr : Abrostola triplasia et espèces voisines en France